# Anilocra cavicauda
Anilocra cavicauda es una especie de crustáceo isópodo marino del género Anilocra, familia Cymothoidae.
Fue descrita científicamente por Richardson en 1910.

## Distribución
Esta especie se encuentra en Filipinas y la parte central del Indo-Pacífico.